# Gigantochloa calcicola
Gigantochloa calcicola är en gräsart som beskrevs av Elizabeth A. Widjaja. Gigantochloa calcicola ingår i släktet Gigantochloa och familjen gräs.
Artens utbredningsområde är Sumatera. Inga underarter finns listade i Catalogue of Life.